# 애니시 커푸어

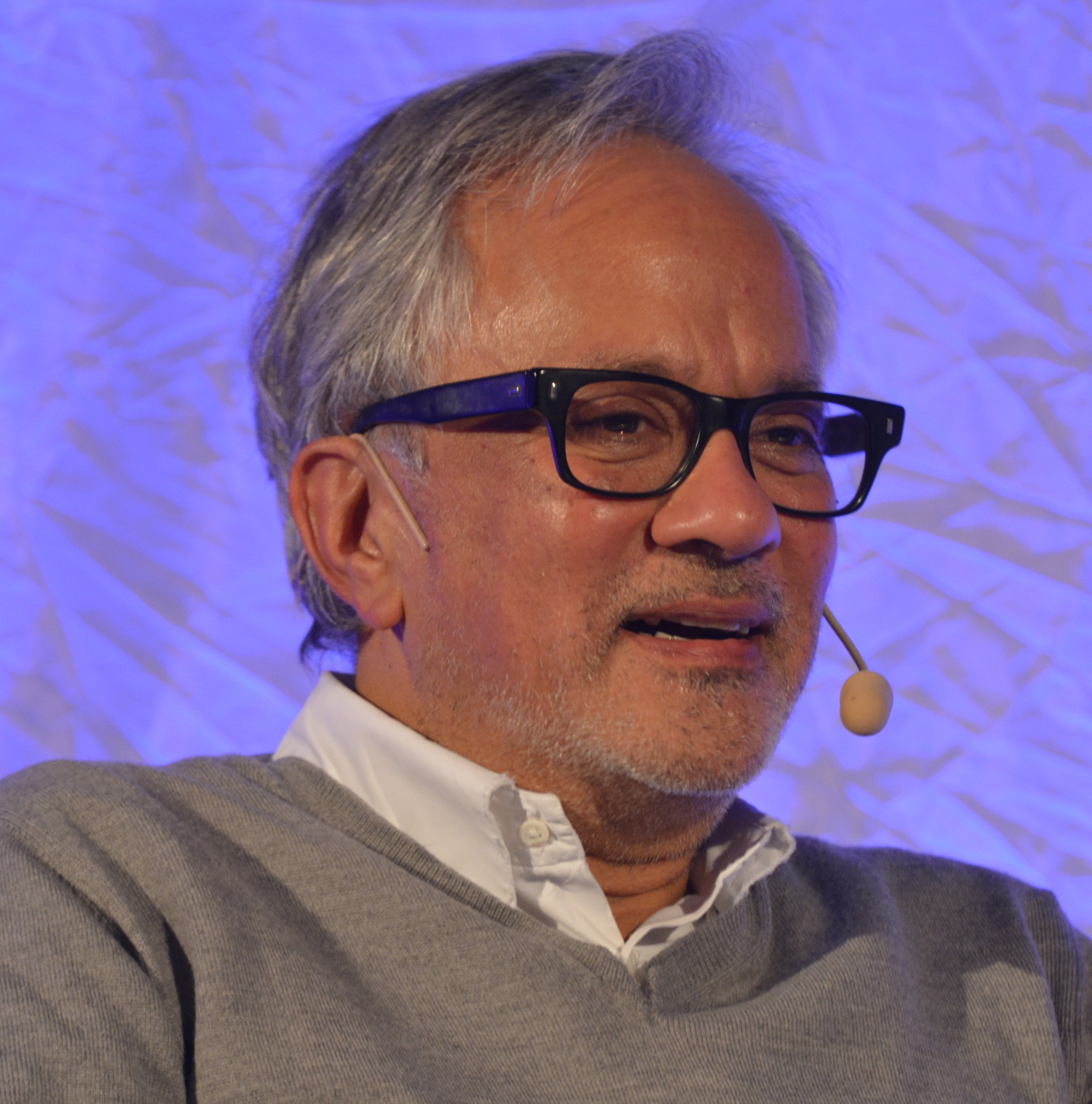

애니시 미케일 커푸어(영어: Anish Mikhail Kapoor, 1954년 3월 12일 ~ )는 인도 봄베이에서 태어난 영국의 조각가이다. 2003년 대영 제국 훈장(CBE)을 받고 2013년에는 시각예술 발전에 대한 공로로 기사 작위를 받았다. 1970년 초반부터 영국 런던에서 살기 시작하여 혼지 예술대학과 첼시 예술대학교에서 공부하였다.

## 수상
1990년 베니스비엔날레에 영국을 대표하여 참가하여 프리미오 듀밀라 상을 수상하였다.
1991년에는 영국 최고의 권위를 자랑하는 터너상을 수상하였다.

## 출생
애니시 커푸어는 봄베이(현재의 뭄바이)에서 인도인 아버지와 유대인 어머니 사이에서 태어났다. 전자공학을 공부하던 커푸어는 수학에서 어려움을 겪고 6개월만에 그만두었다. 그는 1971년부터 1973년까지 이스라엘을 여행하며 예술가가 되기로 결심했다. 1973년에 혼지 예술대학에서 공부하기 위해 영국에서 살게 되었다. 현재 애니시 커푸어 본인은 유대교를 믿는다.

## 경력
1980년대에 애니시 커푸어는 간단하고 단순한 재료들인 대리석, 회반죽, 석회암, 화강암등으로 기하학적인 작품을 만드는 것으로 알려졌다. 그의 이러한 초기 작품들은 유선형의 단순한 형태를 띠며, 밝은 단색의 가루를 사용하기 때문에 피그먼트 작업이라 불린다.
1980년대 후반과 1990년대에는 석조작업을 중심으로 세상의 두가지 이치들에 대한 작품들을 만들었다. 하늘과 대지, 명과 암, 물질과 정신, 의식과 잠재의식등에 대한 주제를 포함하고 있다.
1995년부터 그는 반사성이 강한 스테인리스로 작업을 하기 시작했다. 이러한 작업들은 거울과 같아서 주변 사물들을 반사하여 왜곡하는 특성을 가지고 있다. 스테일리스 철을 이용한 작품의 대표작으로는 미국 시카고의 밀레니엄 공원의 AT&T 플라자 중앙에 설치된 클라우드 게이트(구름 문)(2006)이 있다.
2009년 생존 현대미술가로는 처음으로 런던 로열아카데미에서 개인전을 열었다.
밴타블랙의 발명가측으로부터 예술 용도로 독점 사용할 권리를 부여받아 논란이 됐다. 이에 예술가 크리스티안 퍼(Christian Furr) 와 스튜어트 셈플(Stuart Semple)등이 이를 비판했다. 셈플은 이에 항의하기 위해 짙은 분홍색 색소를 개발한뒤, 자기가 개발한 색소를 커푸어에게 팔지 않고, 구매자로부터 커푸어가 이 색소를 입수하지 못하도록, 커푸어와 관련있는 사람한테 제공하지 않는다는 약속을 받고 팔고있다. 그런데 커푸어가 모종의 경로로 셈플이 출시한 분홍색소를 입수해 SNS에 인증하여 논란이 되기도 했다.